# Lucie Hradecká
Lucie Hradecká (prononcé, en tchèque, [ˈlu.tsɪ.jɛ ˈɦra.dɛt.skaː]), née le 21 mai 1985 à Prague, est une joueuse de tennis tchèque, professionnelle de 2002 à 2022.
Elle a remporté 26 tournois WTA en double dames, dont Roland-Garros 2011 et l'US Open 2013 avec sa compatriote Andrea Hlaváčková. Elle a disputé sept finales en simple et s'est inclinée à chaque fois. Elle a aussi un titre du Grand Chelem en double mixte, à Roland-Garros 2013 avec František Čermák.
Membre de l'équipe de République tchèque de Fed Cup, elle a participé à quatre campagnes victorieuses de son pays en 2011, 2012, 2014 et 2016. Elle a aussi porté les couleurs nationales lors des Jeux olympiques de 2012 et 2016, remportant la médaille d'argent du double dames à Londres avec Andrea Hlaváčková et celle de bronze du double mixte à Rio avec Radek Štěpánek.

## Palmarès

### Finales en simple dames
| No | Date       | Nom et lieu du tournoi                   | Catégorie | Dotation  | Surface         | Vainqueure         | Score         |          |
| -- | ---------- | ---------------------------------------- | --------- | --------- | --------------- | ------------------ | ------------- | -------- |
| 1  | 14-07-2008 | Gastein Ladies, Bad Gastein              | Tier III  | 175 000 $ | Terre (ext.)    | Pauline Parmentier | 6-4, 6-4      | Parcours |
| 2  | 18-05-2009 | Internationaux de Strasbourg, Strasbourg | Intern'l  | 220 000 $ | Terre (ext.)    | Aravane Rezaï      | 7-62, 6-1     | Parcours |
| 3  | 27-07-2009 | Istanbul Cup, Istanbul                   | Intern'l  | 220 000 $ | Dur (ext.)      | Vera Dushevina     | 6-0, 6-1      | Parcours |
| 4  | 25-04-2011 | Barcelona Ladies Open, Barcelone         | Intern'l  | 220 000 $ | Terre (ext.)    | Roberta Vinci      | 4-6, 6-2, 6-2 | Parcours |
| 5  | 10-09-2012 | Challenge Bell, Québec                   | Intern'l  | 220 000 $ | Moquette (int.) | Kirsten Flipkens   | 6-1, 7-5      | Parcours |
| 6  | 20-05-2013 | Internationaux de Strasbourg, Strasbourg | Intern'l  | 235 000 $ | Terre (ext.)    | Alizé Cornet       | 7-64, 6-0     | Parcours |
| 7  | 27-04-2015 | J&T Banka Prague Open, Prague            | Intern'l  | 250 000 $ | Terre (ext.)    | Karolína Plíšková  | 4-6, 7-5, 6-3 | Parcours |

### Titres en double dames
| No | Date        | Nom et lieu du tournoi                            | Catégorie | Dotation     | Surface         | Partenaire           | Finalistes                           | Score             |          |
| -- | ----------- | ------------------------------------------------- | --------- | ------------ | --------------- | -------------------- | ------------------------------------ | ----------------- | -------- |
| 1  | 18-09-2006  | Banka Koper Slovenia Open Portorož                | Tier IV   | 145 000 $    | Dur (ext.)      | Renata Voráčová      | Eva Birnerová Émilie Loit            | Forfait           | Parcours |
| 2  | 23-07-2007  | Gastein Ladies Bad Gastein                        | Tier III  | 175 000 $    | Terre (ext.)    | Renata Voráčová      | Ágnes Szávay Vladimíra Uhlířová      | 6-3, 7-5          | Parcours |
| 3  | 17-09-2007  | Banka Koper Slovenia Open Portorož                | Tier IV   | 145 000 $    | Dur (ext.)      | Renata Voráčová      | Andreja Klepač Elena Likhovtseva     | 5-7, 6-4, [10-7]  | Parcours |
| 4  | 28-04-2008  | ECM Open Prague                                   | Tier IV   | 145 000 $    | Terre (ext.)    | Andrea Hlaváčková    | Jill Craybas Michaëlla Krajicek      | 1-6, 6-3, [10-6]  | Parcours |
| 5  | 14-07-2008  | Gastein Ladies Bad Gastein                        | Tier III  | 175 000 $    | Terre (ext.)    | Andrea Hlaváčková    | Sesil Karatantcheva Nataša Zorić     | 6-3, 6-3          | Parcours |
| 6  | 20-07-2009  | Gastein Ladies Bad Gastein                        | Intern'l  | 220 000 $    | Terre (ext.)    | Andrea Hlaváčková    | Tatjana Malek Andrea Petkovic        | 6-2, 6-4          | Parcours |
| 7  | 27-07-2009  | Istanbul Cup Istanbul                             | Intern'l  | 220 000 $    | Dur (ext.)      | Renata Voráčová      | Julia Görges Patty Schnyder          | 2-6, 6-3, [12-10] | Parcours |
| 8  | 04-01-2010  | Brisbane International Brisbane                   | Intern'l  | 220 000 $    | Dur (ext.)      | Andrea Hlaváčková    | Melinda Czink Arantxa Parra Santonja | 2-6, 7-63, [10-4] | Parcours |
| 9  | 19-07-2010  | Gastein Ladies Bad Gastein                        | Intern'l  | 220 000 $    | Terre (ext.)    | Anabel Medina        | Timea Bacsinszky Tathiana Garbin     | 6-72, 6-1, [10-5] | Parcours |
| 10 | 22-05-2011  | Roland-Garros Paris                               | G. Chelem | 10 676 582 $ | Terre (ext.)    | Andrea Hlaváčková    | Sania Mirza Elena Vesnina            | 6-4, 6-3          | Parcours |
| 11 | 11-07-2011  | Nürnberger Gastein Ladies Bad Gastein             | Intern'l  | 220 000 $    | Terre (ext.)    | Eva Birnerová        | Jarmila Gajdošová Julia Görges       | 4-6, 6-2, [12-10] | Parcours |
| 12 | 02-01-2012  | ASB Classic Auckland                              | Intern'l  | 220 000 $    | Dur (ext.)      | Andrea Hlaváčková    | Julia Görges Flavia Pennetta         | 6-72, 6-2, [10-7] | Parcours |
| 13 | 19-02-2012  | Memphis International Memphis                     | Intern'l  | 220 000 $    | Dur (int.)      | Andrea Hlaváčková    | Vera Dushevina Olga Govortsova       | 6-3, 6-4          | Parcours |
| 14 | 13-08-2012  | Western & Southern Open Cincinnati                | Premier 5 | 2 168 400 $  | Dur (ext.)      | Andrea Hlaváčková    | Katarina Srebotnik Zheng Jie         | 6-1, 6-3          | Parcours |
| 15 | 15-10-2012  | BGL BNP Paribas Open Luxembourg                   | Intern'l  | 220 000 $    | Dur (int.)      | Andrea Hlaváčková    | Irina-Camelia Begu Monica Niculescu  | 6-3, 6-4          | Parcours |
| 16 | 08-07-2013  | Hungarian Grand Prix Budapest                     | Intern'l  | 235 000 $    | Terre (ext.)    | Andrea Hlaváčková    | Nina Bratchikova Anna Tatishvili     | 6-4, 6-1          | Parcours |
| 17 | 26-08-2013  | US Open Flushing Meadows                          | G. Chelem | 16 102 000 $ | Dur (ext.)      | Andrea Hlaváčková    | Ashleigh Barty Casey Dellacqua       | 6-74, 6-1, 6-4    | Parcours |
| 18 | 08-09-2014  | Coupe Banque Nationale Québec                     | Intern'l  | 250 000 $    | Moquette (int.) | Mirjana Lučić-Baroni | Julia Görges Andrea Hlaváčková       | 6-3, 7-68         | Parcours |
| 19 | 23-08-2015  | Connecticut Open by United Technologies New Haven | Premier   | 754 163 $    | Dur (ext.)      | Julia Görges         | Chuang Chia-jung Liang Chen          | 6-3, 6-1          | Parcours |
| 20 | 12-09-2016  | Coupe Banque Nationale présentée par Mazda Québec | Intern'l  | 250 000 $    | Moquette (int.) | Andrea Hlaváčková    | Alla Kudryavtseva Alexandra Panova   | 7-62, 7-62        | Parcours |
| 21 | 17-10-2016  | VTB Kremlin Cup Moscou                            | Premier   | 823 888 $    | Dur (int.)      | Andrea Hlaváčková    | Daria Gavrilova Daria Kasatkina      | 4-6, 6-0, [10-7]  | Parcours |
| 22 | 13-08/-2018 | Western & Southern Open Cincinnati                | Premier 5 | 2 800 000 $  | Dur (ext.)      | Ekaterina Makarova   | Elise Mertens Demi Schuurs           | 6-2, 7-5          | Parcours |
| 23 | 12-08-2019  | Western & Southern Open Cincinnati                | Premier 5 | 2 643 736 $  | Dur (ext.)      | Andreja Klepač       | Anna-Lena Grönefeld Demi Schuurs     | 6-4, 6-1          | Parcours |
| 24 | 10-08-2020  | J&T Banka Prague Open Prague                      | Intern'l  | 202 250 $    | Terre (ext.)    | Kristýna Plíšková    | Monica Niculescu Raluca Olaru        | 6-2, 6-2          | Parcours |
| 25 | 14-06-2021  | Nature Valley Classic Birmingham                  | WTA 250   | 235 238 $    | Gazon (ext.)    | Marie Bouzková       | Ons Jabeur Ellen Perez               | 6-4, 2-6, [10-8]  | Parcours |
| 26 | 12-07-2021  | Livesport Prague Open Prague                      | WTA 250   | 235 238 $    | Dur (ext.)      | Marie Bouzková       | Viktória Kužmová Nina Stojanović     | 7-63, 6-4         | Parcours |

### Finales en double dames
| No | Date       | Nom et lieu du tournoi                     | Catégorie     | Dotation     | Surface         | Vainqueures                                | Partenaire         | Score              |          |
| -- | ---------- | ------------------------------------------ | ------------- | ------------ | --------------- | ------------------------------------------ | ------------------ | ------------------ | -------- |
| 1  | 25-07-2006 | Tippmix Grand Prix Budapest                | Tier IV       | 145 000 $    | Terre (ext.)    | Janette Husárová Michaëlla Krajicek        | Renata Voráčová    | 4-6, 6-4, 6-4      | Parcours |
| 2  | 24-08-2009 | Pilot Pen Tennis by Schick New Haven       | Premier       | 600 000 $    | Dur (ext.)      | Nuria Llagostera Vives María José Martínez | Iveta Benešová     | 6-2, 7-5           | Parcours |
| 3  | 26-04-2010 | GP Princesse Lalla Meryem Fès              | Intern'l      | 220 000 $    | Terre (ext.)    | Iveta Benešová Anabel Medina               | Renata Voráčová    | 6-3, 6-1           | Parcours |
| 4  | 14-02-2011 | Cellular South Cup Memphis                 | Intern'l      | 220 000 $    | Dur (int.)      | Olga Govortsova Alla Kudryavtseva          | Andrea Hlaváčková  | 6-3, 4-6, [10-8]   | Parcours |
| 5  | 17-10-2011 | BGL BNP Paribas Open Luxembourg            | Intern'l      | 220 000 $    | Dur (int.)      | Iveta Benešová Barbora Z. Strýcová         | Ekaterina Makarova | 7-5, 6-3           | Parcours |
| 6  | 25-06-2012 | The Championships Wimbledon                | G. Chelem     | 11 174 883 $ | Gazon (ext.)    | Serena Williams Venus Williams             | Andrea Hlaváčková  | 7-5, 6-4           | Parcours |
| 7  | 28-07-2012 | Olympic Tennis Event Wimbledon             | J. olympiques | NC           | Gazon (ext.)    | Serena Williams · Venus Williams           | Andrea Hlaváčková  | 6-4, 6-4           | Parcours |
| 8  | 19-08-2012 | New Haven Open at Yale New Haven           | Premier       | 637 000 $    | Dur (ext.)      | Liezel Huber Lisa Raymond                  | Andrea Hlaváčková  | 4-6, 6-0, [10-4]   | Parcours |
| 9  | 27-08-2012 | US Open Flushing Meadows                   | G. Chelem     | 11 517 008 $ | Dur (ext.)      | Sara Errani Roberta Vinci                  | Andrea Hlaváčková  | 6-4, 6-2           | Parcours |
| 10 | 23-10-2012 | TEB BNP Paribas WTA Championships Istanbul | Masters       | 4 900 000 $  | Dur (int.)      | Maria Kirilenko Nadia Petrova              | Andrea Hlaváčková  | 6-1, 6-4           | Parcours |
| 11 | 09-09-2013 | Challenge Bell Québec                      | Intern'l      | 235 000 $    | Moquette (int.) | Alla Kudryavtseva Anastasia Rodionova      | Andrea Hlaváčková  | 6-4, 6-3           | Parcours |
| 12 | 30-12-2013 | ASB Classic Auckland                       | Intern'l      | 250 000 $    | Dur (ext.)      | Sharon Fichman Maria Sanchez               | Michaëlla Krajicek | 2-6, 6-0, [10-4]   | Parcours |
| 13 | 13-10-2014 | BGL BNP Paribas Open Luxembourg            | Intern'l      | 250 000 $    | Dur (int.)      | Timea Bacsinszky Kristina Barrois          | Barbora Krejčíková | 3-6, 6-4, [10-4]   | Parcours |
| 14 | 23-02-2015 | Abierto Mexicano Telcel por HSBC Acapulco  | Intern'l      | 250 000 $    | Dur (ext.)      | Lara Arruabarrena M. T. Torró Flor         | Andrea Hlaváčková  | 7-62, 5-7, [13-11] | Parcours |
| 15 | 15-06-2015 | Aegon Classic Birmingham                   | Premier       | 731 000 $    | Gazon (ext.)    | Garbiñe Muguruza Carla Suárez Navarro      | Andrea Hlaváčková  | 6-4, 6-4           | Parcours |
| 16 | 20-07-2015 | Nürnberger Gastein Ladies Bad Gastein      | Intern'l      | 250 000 $    | Terre (ext.)    | Danka Kovinić Stephanie Vogt               | Lara Arruabarrena  | 4-6, 6-4, [10-3]   | Parcours |
| 17 | 12-10-2015 | Generali Ladies Linz                       | Intern'l      | 250 000 $    | Dur (int.)      | Raquel Kops-Jones Abigail Spears           | Andrea Hlaváčková  | 6-3, 7-5           | Parcours |
| 18 | 18-01-2016 | Australian Open Melbourne                  | G. Chelem     | 14 835 728 $ | Dur (ext.)      | Martina Hingis Sania Mirza                 | Andrea Hlaváčková  | 7-61, 6-3          | Parcours |
| 19 | 30-01-2017 | Taïwan Open Taipei                         | Intern'l      | 250 000 $    | Dur (int.)      | Chan Hao-ching Chan Yung-jan               | Kateřina Siniaková | 6-4, 6-2           | Parcours |
| 20 | 08-03-2017 | BNP Paribas Open Indian Wells              | PREMIER*      | 7 669 423 $  | Dur (ext.)      | Chan Yung-jan Martina Hingis               | Kateřina Siniaková | 7-64, 6-2          | Parcours |
| 21 | 03-04-2017 | Volvo Car Open Charleston                  | Premier       | 776 000 $    | Terre (ext.)    | Bethanie Mattek-Sands Lucie Šafářová       | Kateřina Siniaková | 6-1, 4-6, [10-7]   | Parcours |
| 22 | 01-05-2017 | J&T Banka Prague Open Prague               | Intern'l      | 250 000 $    | Terre (ext.)    | Anna-Lena Grönefeld Květa Peschke          | Kateřina Siniaková | 6-4, 7-63          | Parcours |
| 23 | 31-08-2017 | US Open Flushing Meadows                   | G. Chelem     | 24 193 400 $ | Dur (ext.)      | Chan Yung-jan Martina Hingis               | Kateřina Siniaková | 6-3, 6-2           | Parcours |
| 24 | 17-02-2019 | Duty Free Tennis Championships Dubaï       | Premier 5     | 2 527 250 $  | Dur (ext.)      | Hsieh Su-wei Barbora Strýcová              | Ekaterina Makarova | 6-4, 6-4           | Parcours |
| 25 | 09-11-2020 | Upper Austria Ladies Linz Linz             | Intern'l      | 225 500 $    | Dur (int.)      | Arantxa Rus Tamara Zidanšek                | Kateřina Siniaková | 6-3, 6-4           | Parcours |
| 26 | 05-04-2021 | Volvo Car Open Charleston                  | WTA 500       | 565 530 $    | Terre (ext.)    | Nicole Melichar Demi Schuurs               | Marie Bouzková     | 6-2, 6-4           | Parcours |
| 27 | 04-04-2022 | Credit One Charleston Open Charleston      | WTA 500       | 888 636 $    | Terre (ext.)    | Andreja Klepač Magda Linette               | Sania Mirza        | 6-2, 4-6, [10-7]   | Parcours |
| 28 | 15-05-2022 | Internationaux de Strasbourg Strasbourg    | WTA 250       | 203 024 €    | Terre (ext.)    | Nicole Melichar-Martinez Daria Saville     | Sania Mirza        | 5-7, 7-5, [10-6]   | Parcours |

### Titre en double mixte
| No | Date       | Nom et lieu du tournoi | Catégorie | Dotation     | Surface      | Partenaire       | Finalistes                        | Score            |          |
| -- | ---------- | ---------------------- | --------- | ------------ | ------------ | ---------------- | --------------------------------- | ---------------- | -------- |
| 1  | 26-05-2013 | Roland-Garros Paris    | G. Chelem | 12 957 474 $ | Terre (ext.) | František Čermák | Kristina Mladenovic Daniel Nestor | 1-6, 6-4, [10-6] | Parcours |

### Finales en double mixte
| No | Date       | Nom et lieu du tournoi    | Catégorie | Dotation     | Surface      | Vainqueures                      | Partenaire       | Score     |          |
| -- | ---------- | ------------------------- | --------- | ------------ | ------------ | -------------------------------- | ---------------- | --------- | -------- |
| 1  | 14-01-2013 | Australian Open Melbourne | G. Chelem | 13 712 772 $ | Dur (ext.)   | Jarmila Gajdošová Matthew Ebden  | František Čermák | 6-3, 7-5  | Parcours |
| 2  | 24-05-2015 | Roland-Garros Paris       | G. Chelem | 15 980 135 $ | Terre (ext.) | Bethanie Mattek-Sands Mike Bryan | Marcin Matkowski | 7-63, 6-1 | Parcours |

## Parcours en Grand Chelem

### En simple dames
| Année | Open d'Australie | Open d'Australie | Internationaux de France | Internationaux de France | Wimbledon       | Wimbledon        | US Open         | US Open          |
| ----- | ---------------- | ---------------- | ------------------------ | ------------------------ | --------------- | ---------------- | --------------- | ---------------- |
| 2009  | —                | —                | 2e tour (1/32)           | Carla Suárez             | 1er tour (1/64) | Ana Ivanović     | 1er tour (1/64) | Elena Vesnina    |
| 2010  | 1er tour (1/64)  | Shahar Peer      | 1er tour (1/64)          | A. Dulgheru              | 1er tour (1/64) | V. Lepchenko     | 1er tour (1/64) | Petra Kvitová    |
| 2011  | 1er tour (1/64)  | Alberta Brianti  | 2e tour (1/32)           | Andrea Petkovic          | 1er tour (1/64) | Lucie Šafářová   | 1er tour (1/64) | K. Bondarenko    |
| 2012  | 2e tour (1/32)   | Vera Zvonareva   | 1er tour (1/64)          | Julia Görges             | 1er tour (1/64) | Angelique Kerber | 2e tour (1/32)  | Mallory Burdette |
| 2013  | 2e tour (1/32)   | Angelique Kerber | 1er tour (1/64)          | Ashleigh Barty           | 1er tour (1/64) | Karin Knapp      | 1er tour (1/64) | Angelique Kerber |
| 2014  | 2e tour (1/32)   | Lucie Šafářová   | —                        | —                        | —               | —                | —               | —                |
| 2015  | 3e tour (1/16)   | Julia Görges     | 2e tour (1/32)           | V. Azarenka              | 1er tour (1/64) | A. Radwańska     | 1er tour (1/64) | V. Azarenka      |
| 2016  | 1er tour (1/64)  | Daria Gavrilova  | 1er tour (1/64)          | B. Strýcová              | —               | —                | —               | —                |

N.B. : à droite du résultat se trouve le nom de l'ultime adversaire.

### En double dames
N.B. : le nom de la partenaire se trouve sous le résultat ; le nom des ultimes adversaires se trouve à droite.

### En double mixte
| Année | Open d'Australie          | Open d'Australie   | Internationaux de France  | Internationaux de France | Wimbledon               | Wimbledon          | US Open                   | US Open              |
| ----- | ------------------------- | ------------------ | ------------------------- | ------------------------ | ----------------------- | ------------------ | ------------------------- | -------------------- |
| 2008  | —                         | —                  | —                         | —                        | 1er tour (1/32) Čermák  | Molik Björkman     | —                         | —                    |
| 2009  | —                         | —                  | —                         | —                        | 1er tour (1/32) Čermák  | Medina Santoro     | —                         | —                    |
| 2010  | 2e tour (1/8) Čermák      | Raquel Kops Norman | —                         | —                        | 1er tour (1/32) Friedl  | Jans González      | 1er tour (1/16) Čermák    | Black Paes           |
| 2011  | —                         | —                  | —                         | —                        | 2e tour (1/16) Čermák   | Govortsova Butorac | 1/2 finale Čermák         | Dulko Schwank        |
| 2012  | 1er tour (1/16) Čermák    | Mattek-Sands Tecău | 1er tour (1/16) Čermák    | Vesnina Paes             | —                       | —                  | 1/2 finale Čermák         | Makarova Soares      |
| 2013  | Finale Čermák             | Gajdošová Ebden    | Victoire Čermák           | Mladenovic Nestor        | 2e tour (1/16) Čermák   | Marosi Brunström   | 1/4 de finale Čermák      | Medina Soares        |
| 2014  | 1er tour (1/16) Emmrich   | Spears Inglot      | 2e tour (1/8) Fyrstenberg | Grönefeld Rojer          | 1er tour (1/32) Čermák  | Plíšková Marach    | 1er tour (1/16) Tecău     | Chan H-ch. Mirnyi    |
| 2015  | 1er tour (1/16) Tecău     | Klepač Guccione    | Finale Matkowski          | Mattek-Sands Bryan       | —                       | —                  | 1er tour (1/16) Matkowski | Mattek-Sands Querrey |
| 2016  | 1er tour (1/16) Matkowski | Vandeweghe Tecău   | 1er tour (1/16) Matkowski | Shvedova Mergea          | —                       | —                  | 1er tour (1/16) Matkowski | Kudryavtseva Lipsky  |
| 2017  | 1er tour (1/16) Štěpánek  | Spears Cabal       | 1/4 de finale Matkowski   | Dellacqua Ram            | 1/8 de finale Jebavý    | Hingis Murray      | 1/4 de finale Matkowski   | Rodionova Marach     |
| 2018  | —                         | —                  | —                         | —                        | 1er tour (1/32) Jebavý  | Azarenka Murray    | 1er tour (1/16) Jebavý    | Svitolina Soares     |
| 2019  | —                         | —                  | 1er tour (1/32) Bopanna   | Melichar Soares          | —                       | —                  | 1er tour (1/16) Sitak     | Olaru Škugor         |
| 2020  | 1er tour (1/16) Krawietz  | Dabrowski Kontinen | Annulé                    | Annulé                   | Annulé                  | Annulé             | Annulé                    | Annulé               |
| 2021  | 2e tour (1/8) Polášek     | Klepač Skupski     | —                         | —                        | 1er tour (1/32) Erlich  | Zvonareva Escobar  | 1er tour (1/16) Kubot     | Pegula Krajicek      |
| 2022  | 1/2 finale Escobar        | Fourlis Kubler     | 1/4 de finale Escobar     | Dabrowski Peers          | 1er tour (1/16) Escobar | Zhang Mahut        | 2e tour (1/8) Kubot       | Shibahara Škugor     |

N.B. : le nom du partenaire se trouve sous le résultat ; le nom des ultimes adversaires se trouve à droite.

## Parcours en «Premier Mandatory» et «Premier 5»
Découlant d'une réforme du circuit WTA inaugurée en 2009, les tournois WTA « Premier Mandatory » et « Premier 5 » constituent les catégories d'épreuves les plus prestigieuses, après les quatre levées du Grand Chelem.

### En simple dames
| Année |              | Premier Mandatory           | Premier Mandatory            | Premier Mandatory      | Premier Mandatory            |       | Premier 5 | Premier 5                     | Premier 5                   | Premier 5                   | Premier 5                    | Premier 5 | Premier 5 |
| Année | Indian Wells | Miami                       | Madrid                       | Pékin                  |                              | Dubaï | Rome      | Canada                        | Cincinnati                  |                             | Tokyo                        |           |           |
| Année | Indian Wells | Miami                       | Madrid                       | Pékin                  |                              | Doha  | Rome      | Canada                        | Cincinnati                  |                             | Wuhan                        |           |           |
| Année | Indian Wells | Miami                       | Madrid                       | Pékin                  |                              |       | Rome      | Canada                        | Cincinnati                  |                             |                              |           |           |
| 2010  |              | 1er tour (1/64) S. Stephens | 1er tour (1/64) Rybáriková   |                        |                              |       |           |                               |                             | 1er tour (1/32) E. Makarova |                              |           |           |
| 2011  |              | 3e tour (1/16) Peng S.      | 2e tour (1/32) V. Azarenka   |                        | 1er tour (1/32) C. Wozniacki |       |           |                               |                             | 1er tour (1/32) P. Martić   | 1er tour (1/32) S. Williams  |           |           |
| 2012  |              | 1er tour (1/64) I.-C. Begu  | 1er tour (1/64) Zheng J.     | 1/2 finale S. Williams |                              |       |           |                               |                             |                             |                              |           |           |
| 2013  |              | 1er tour (1/64) T. Townsend | 1er tour (1/64) Ka. Plíšková |                        |                              |       |           |                               |                             |                             |                              |           |           |
| 2015  |              | 2e tour (1/32) E. Bouchard  |                              |                        |                              |       |           |                               | 1er tour (1/32) V. Azarenka |                             | 1er tour (1/32) T. Pironkova |           |           |
| 2016  |              | 2e tour (1/32) E. Makarova  | 2e tour (1/32) R. Vinci      |                        |                              |       |           | 1er tour (1/32) Ç. Büyükakçay |                             |                             |                              |           |           |
| 2019  |              |                             |                              |                        |                              |       |           | 1er tour (1/32) B. Bencic     |                             |                             |                              |           |           |

Sous le résultat, l’ultime adversaire.

## Parcours aux Masters

### En double dames
| # | Date       | Nom de l'édition           | ($)       | Surface    | Résultat      | Partenaire        | Ultimes adversaires                   | Score     |          |
| - | ---------- | -------------------------- | --------- | ---------- | ------------- | ----------------- | ------------------------------------- | --------- | -------- |
| 1 | 23/10/2012 | WTA Championships Istanbul | 4 900 000 | Dur (int.) | Finale        | Andrea Hlaváčková | Maria Kirilenko Nadia Petrova         | 6-1, 6-4  | Parcours |
| 2 | 25/10/2015 | WTA Finals Singapour       | 7 000 000 | Dur (int.) | 1/2 finale    | Andrea Hlaváčková | Garbiñe Muguruza Carla Suárez Navarro | 7-66, 6-0 | Parcours |
| 3 | 23/10/2016 | WTA Finals Singapour       | 7 000 000 | Dur (int.) | 1/4 de finale | Andrea Hlaváčková | Ekaterina Makarova Elena Vesnina      | 6-2, 7-5  | Parcours |

## Parcours aux Jeux olympiques

### En simple dames
| # | Date       | Nom de l'olympiade                  | Surface    | Résultat        | Ultime adversaire  | Score    |          |
| - | ---------- | ----------------------------------- | ---------- | --------------- | ------------------ | -------- | -------- |
| 1 | 06/08/2016 | Olympic Tennis Event Rio de Janeiro | Dur (ext.) | 1er tour (1/32) | Caroline Wozniacki | 6-2, 6-2 | Parcours |

### En double dames
| # | Date       | Nom de l'olympiade                  | Surface      | Résultat                 | Partenaire        | Ultimes adversaires               | Score    |          |
| - | ---------- | ----------------------------------- | ------------ | ------------------------ | ----------------- | --------------------------------- | -------- | -------- |
| 1 | 28/07/2012 | Olympic Tennis Event Wimbledon      | Gazon (ext.) | Argent                   | Andrea Hlaváčková | Serena Williams · Venus Williams  | 6-4, 6-4 | Parcours |
| 2 | 06/08/2016 | Olympic Tennis Event Rio de Janeiro | Dur (ext.)   | 4e place (petite finale) | Andrea Hlaváčková | Lucie Šafářová · Barbora Strýcová | 7-5, 6-1 | Parcours |

### En double mixte
| # | Date       | Nom de l'olympiade                  | Surface      | Résultat       | Partenaire     | Ultimes adversaires       | Score             |          |
| - | ---------- | ----------------------------------- | ------------ | -------------- | -------------- | ------------------------- | ----------------- | -------- |
| 1 | 28/07/2012 | Olympic Tennis Event Wimbledon      | Gazon (ext.) | 1er tour (1/8) | Radek Štěpánek | Andy Murray Laura Robson  | 7-5, 6-77, [10-7] | Parcours |
| 2 | 14/08/2016 | Olympic Tennis Event Rio de Janeiro | Dur (ext.)   | Bronze         | Radek Štěpánek | Sania Mirza Rohan Bopanna | 6-1, 7-5          | Parcours |

## Parcours en Fed Cup
| #                                                                              | Date       | Lieu      | Surface      | Gagnante(s)                         | Perdante(s)                         | Score       |          |
|                                                                                |            |           |              |                                     |                                     |             |          |
| 2010 - 1/4 de finale (groupe mondial) - République tchèque - Allemagne - 3 : 2 |            |           |              |                                     |                                     |             |          |
| 1                                                                              | 06/02/2010 | Brno      | Dur (int.)   | Lucie Hradecká                      | Andrea Petkovic                     | 6-1, 7-65   | Parcours |
| 1                                                                              | 06/02/2010 | Brno      | Dur (int.)   | Lucie Hradecká Květa Peschke        | Anna-Lena Grönefeld Tatjana Malek   | 6-1, 6-3    | Parcours |
|                                                                                |            |           |              |                                     |                                     |             |          |
| 2010 - 1/2 finale (groupe mondial) - Italie - République tchèque - 5 : 0       |            |           |              |                                     |                                     |             |          |
| 2                                                                              | 24/04/2010 | Rome      | Terre (ext.) | Flavia Pennetta                     | Lucie Hradecká                      | 6-4, 7-5    | Parcours |
| 2                                                                              | 24/04/2010 | Rome      | Terre (ext.) | Sara Errani                         | Lucie Hradecká                      | 6-4, 6-2    | Parcours |
| 2                                                                              | 24/04/2010 | Rome      | Terre (ext.) | Sara Errani Francesca Schiavone     | Lucie Hradecká Květa Peschke        | 6-2, 6-4    | Parcours |
|                                                                                |            |           |              |                                     |                                     |             |          |
| 2011 - Finale (groupe mondial) - Russie - République tchèque - 2 : 3           |            |           |              |                                     |                                     |             |          |
| 3                                                                              | 05/11/2011 | Moscou    | Dur (int.)   | Lucie Hradecká Květa Peschke        | Maria Kirilenko Elena Vesnina       | 6-4, 6-2    | Parcours |
|                                                                                |            |           |              |                                     |                                     |             |          |
| 2012 - 1er tour (groupe mondial) - Allemagne - République tchèque - 1 : 4      |            |           |              |                                     |                                     |             |          |
| 4                                                                              | 04/02/2012 | Stuttgart | Dur (int.)   | Angelique Kerber                    | Lucie Hradecká                      | 6-4, 6-4    | Parcours |
|                                                                                |            |           |              |                                     |                                     |             |          |
| 2012 - 1/2 finale (groupe mondial) - République tchèque - Italie - 4 : 1       |            |           |              |                                     |                                     |             |          |
| 5                                                                              | 21/04/2012 | Ostrava   | Dur (int.)   | Andrea Hlaváčková Lucie Hradecká    | Sara Errani Flavia Pennetta         | 5-6, ab.    | Parcours |
|                                                                                |            |           |              |                                     |                                     |             |          |
| 2012 - Finale (groupe mondial) - République tchèque - Serbie - 3 : 1           |            |           |              |                                     |                                     |             |          |
| 6                                                                              | 03/11/2012 | Prague    | Dur (int.)   | Bojana Jovanovski Aleksandra Krunić | Andrea Hlaváčková Lucie Hradecká    | Non disputé | Parcours |
|                                                                                |            |           |              |                                     |                                     |             |          |
| 2013 - 1er tour (groupe mondial) - République tchèque - Australie - 4 : 0      |            |           |              |                                     |                                     |             |          |
| 7                                                                              | 09/02/2013 | Ostrava   | Dur (int.)   | Andrea Hlaváčková Lucie Hradecká    | Ashleigh Barty Casey Dellacqua      | 6-0, 7-61   | Parcours |
|                                                                                |            |           |              |                                     |                                     |             |          |
| 2013 - 1/2 finale (groupe mondial) - Italie - République tchèque - 3 : 1       |            |           |              |                                     |                                     |             |          |
| 8                                                                              | 20/04/2013 | Palerme   | Terre (ext.) | Andrea Hlaváčková Lucie Hradecká    | Flavia Pennetta Francesca Schiavone | Non disputé | Parcours |
|                                                                                |            |           |              |                                     |                                     |             |          |
| 2014 - Finale (groupe mondial) - République tchèque - Allemagne - 3 : 1        |            |           |              |                                     |                                     |             |          |
| 9                                                                              | 08/11/2014 | Prague    | Dur (int.)   | Julia Görges Sabine Lisicki         | Andrea Hlaváčková Lucie Hradecká    | 6-4, 6-3    | Parcours |
|                                                                                |            |           |              |                                     |                                     |             |          |
| 2015 - 1er tour (groupe mondial) - Canada - République tchèque - 0 : 4         |            |           |              |                                     |                                     |             |          |
| 10                                                                             | 07/02/2015 | Québec    | Dur (int.)   | Denisa Allertová Lucie Hradecká     | Françoise Abanda Gabriela Dabrowski | 6-1, 7-62   | Parcours |
|                                                                                |            |           |              |                                     |                                     |             |          |
| 2016 - 1/2 finale (groupe mondial) - Suisse - République tchèque - 2 : 3       |            |           |              |                                     |                                     |             |          |
| 11                                                                             | 16/04/2016 | Lucerne   | Dur (int.)   | Lucie Hradecká Karolína Plíšková    | Viktorija Golubic Martina Hingis    | 6-2, 6-2    | Parcours |

## Classements WTA en fin de saison
| Année          | 2003 | 2004 | 2005 | 2006 | 2007 | 2008 | 2009 | 2010 | 2011 | 2012 | 2013 | 2014 | 2015 | 2016 | 2017 | 2018 | 2019 | 2020 | 2021 | 2022 |
| Rang en simple | 410  | 258  | 204  | 174  | 241  | 119  | 65   | 111  | 51   | 46   | 150  | 157  | 53   | 171  | 184  | 740  | 298  | 490  | 565  | –    |
| Rang en double | –    | 593  | 87   | 53   | 67   | 51   | 42   | 38   | 15   | 4    | 14   | 22   | 17   | 10   | 14   | 32   | 28   | 32   | 29   | 29   |

Source : (en) Classements de Lucie Hradecká sur le site officiel de la Fédération internationale de tennis